# خوشگلا عوضی گرفتین
خوشگلا عوضی گرفتین فیلمی به کارگردانی خسرو پرویزی و نویسندگی پرویز خطیبی و اسماعیل کوشان محصول سال ۱۳۵۳ است.

## داستان
پروین (سپیده) در خیابان با جوانی به نام جلال آقابالاخان (چنگیز وثوقی) آشنا می‌شود و او را به مراسم جشن تولد دوستش آذر (آرام) می‌برد. جلال که سرمکانیک است خود را مهندس امیدوار معرفی می‌کند. پروین نیز وانمود می‌کند که پدرش سرپاسبان جلالی (یدالله شیراندامی) سرهنگ شهربانی است. آذر نیز به جلال علاقه‌مند می‌شود؛ اما به زودی بهرام (مهران صدری)، دوست آذر، با دیدن جلال در کارگاه مکانیکی به موقعیت شغلی و اجتماعی جلال شک می‌برد و موضوع را با آذر و پروین در میان می‌گذارد. آن دو به کارگاه مکانیکی می‌روند و جلال وانمود می‌کند که او را اشتباه گرفته‌اند. سرپاسبان جلالی مأمور رسیدگی به موضوع می‌شود. پس از برملا شدن حقیقت پروین و آذر از جلال دوری می‌جویند؛ اما دیری نمی‌یابد که پروین با جلال آشتی می‌کند و با او سر سفرهٔ عقد می‌نشیند.

## بازیگران
- چنگیز وثوقی
- سپیده
- آرام
- یداله شیراندامی
- اصغر سمسارزاده
- دیانا
- مهران صدری
- جمشید مهرداد
- سحر